# Andrea Spinola
Andrea Spinola a été le 99e doge de Gênes du 26 juin 1629 au 26 juin 1631.